# إدوارد جونسون الثالث
إدوارد جونسون الثالث (بالإنجليزية: Edward Johnson, III)‏ هو رائد أعمال وشخصية أعمال أمريكي، ولد في 29 يونيو 1930.